# Гусиха (Саратовська область)
Гусиха (рос. Гусиха) — село у Івантієвському районі Саратовської області Російської Федерації.
Населення становить 6 осіб. Орган місцевого самоврядування — Івановське муніципальне утворення.

## Історія
Населений пункт розташований у межах українського історичного та культурного регіону Жовтий Клин.
Від 23 липня 1928 року в складі Пугачовського округу Нижньо-Волзького краю. Орган місцевого самоврядування від 2005 року — Івановське муніципальне утворення.

## Населення
| 2010 |
| ---- |
| 6    |